# Фирценешть
Фирценешть, Фирценешті (рум. Fârțănești) — село у повіті Галац в Румунії. Входить до складу комуни Фирценешть.
Село розташоване на відстані 211 км на північний схід від Бухареста, 40 км на північ від Галаца.

## Населення
За даними перепису населення 2002 року у селі проживали 3662 особи, з них 3659 осіб (99,9%) румунів. Рідною мовою 3661 особа (> 99,9%) назвала румунську.